# Груд
Груд — тип лісорослинних умов, що мають відповідну рослинність та об'єднують найродючіші умови зростання.  В Україні такі типи зустрічаються в зонах лісів.  Ґрунти різні — дерново-підзолисті, сірі лісові, суглинки різного ступеня опідзолення, опідзолені чорноземи, рідше піщані і супіщані сильногумусовані, що близько підстилаються глинами і суглинками, торф'яні, в горах — глибокі суглинки, бурі лісові, дерново-буроземні й інші.
При найменуванні типів лісу приймаються скорочення назв: дубовий груд – діброва, буковий груд – бучина, смерековий груд – смеречина, ялицевий груд – яличина, чорновільховий груд – чорновільшина . 
Корінні деревостани дуже різноманітні. Верхній ярус утворений дубом, ялиною, вільхою чорною, рідше буком і ялицею. Всі ці деревні породи досягають в грудах максимальної продуктивності і дають деревину високої якості. Сосна повністю відсутня, оскільки витісняється тіневитривалими породами. Граб, клен і липа утворюють другий ярус.
Підлісок не завжди виражений, при зімкнутому ярусі тіньовитривалих порід він зовсім не розвивається. Для підліску характерні бузина чорна, бруслина, калина, ліщина, жимолость, вовче лико, клен татарський тощо. Серед трав присутні: жовтяниця, плющ, зубниці, страусине перо, переліска, маренка, квасениця. Моховий покрив є тільки в хвойних деревостанах за відсутності листяних порід. Пишнішого розвитку досягають тут яглиця, маренка, квасениця, зірочник, безщитник жіночий і інші. 
За вологістю груди, як і сугруди, бувають: дуже сухий (D0); сухий (D1); свіжий (D2); вологий (D3); сирий (D4); мокрий (D5).